# NAC Germany
Das National Athletic Committee Germany (kurz NAC) ist ein Verband für Bodybuilding und Fitness in Deutschland. Der NAC Germany ist in vier Landesverbände (Ost, West, Nord, Süd) aufgegliedert. Er richtet Regionale und Nationale Wettkämpfe in verschiedenen Kategorien und Klassen aus und ist international an den Verband NAC International angeschlossen.
Der NAC wurde im Jahr 1999 in Köln mit dem Ziel gegründet, einen athletenfreundlichen und von demokratischen Strukturen geprägten deutschen Dachverband für Fitness, Athletik und Bodybuilding in Konkurrenz zum bereits seit 1966 bestehenden Deutschen Bodybuilding- und Fitness-Verband zu etablieren.
Gründungsmitglieder waren u. a. die heutigen Vorsitzenden der Landesverbände Nord Harald Hoyler, Landesverband Süd Attila Hercsuth und Landesverband West Dirk Kau. Den Landesverband Ost vertritt seit 2017 Birk Luther.
Seit dem Jahr 2007 hat der NAC einen Informationsstand auf der Fitnessmesse FIBO und seit 2010 den Einladungswettbewerb FREY Classic mit Preisgeldern, der jährlich die Frühjahrssaison mit internationalen Athleten und einer internationalen Newcomermeisterschaft eröffnet. Seit 2019 gibt es aus der Reihe Tribute to a Legend die Ronny Rockel Classic mit Preisgeld als Herbstsaisoneröffnung. Diese Meisterschaft wird ab 2025 von der NAC Classic, ebenfalls mit Preisgeld, abgelöst. 
Für Juroren gibt es seit 2017 Zertifikationslehrgänge um ein gesichertes QM zu gewährleisten. Für die Nachwuchsförderung und Entwicklung von Wettkampfsportinteressierten und aktiven Athleten bieten die Landesverbände im Frühjahr Route-to-Stage-Lehrgänge und im Herbst Coaching- und Posing-Seminare unter der Mitwirkung von Nationalkaderathleten an.

## Wettkämpfe
Frühjahrssaison:
- Frey Classic (Einladungswettkampf PRO Am und Deutsche Newcomer Meisterschaft)
- FIBO Men's Physique und Bikini-Shape Cup
- Int. Süddeutsche Meisterschaft
- Int. Nordseecup
- Int. Westdeutsche Meisterschaft
- Int. Ostdeutsche Meisterschaft
- Deutsche Meisterschaft
- Weltmeisterschaft (Internationaler Wettkampf, ausgerichtet von NAC International)

Herbstsaison:
- NAC Germany Classic (PRO AM und Int. Deutsche Newcomer Meisterschaft)
- Int. Süddeutsche Meisterschaft
- Int. Großer Preis von Norddeutschland
- Int. Westdeutsche Meisterschaft
- Int. Ostdeutsche Meisterschaft
- Int. Deutsche Meisterschaft
- Ms. & Mr. Universe (Internationaler Wettkampf, ausgerichtet von NAC International)

Die Teilnahme an der Deutschen und Int. Deutschen Meisterschaft erfolgt über die regionalen Qualifikationsmeisterschaften.
Die Teilnahme an der Weltmeisterschaft und der Universe erfolgt über die Deutsche und die Int. Deutsche Meisterschaft als Qualifikation.

## Klasseneinteilung
Frauen:
- Bikini Shape (Masters 35)
- Bikini Wellness
- Figur (Masters 40)
- Physique

Männer:
- Men's Classic Physique (Class II / I, Masters 40)
- Men's Physique
- Bodybuilding (Junioren, Body II / I, Masters 40 , Masters 50 , Masters 60)
- Bei allen Altersklassen gilt das Erreichen des Jahres, in dem der Athlet 30/40/50/60 Jahre alt wird, die zugehörige Altersklasse als bindend.